# Салишко море
Салишко море је комплексна мрежа обалних водотокова југозападног дела канадске провинције Британска Kолумбија и северозападног дела америчке савезне државе Вашингтон. 
Веће водене површине у Салишком мору су пролаз Џеорџија, пролаз Хуан де Фука и залив Пугет Соунд. Протеже се од Десолатион Соунда на северном крају пролаза Џеорџија до Окланд Баyа на врху Хамерслеј Инлета на јужном крају Пугет Соунда . 
Унутарњи водотокови Салишког мора су делимично одвојени од отвореног Пацифика острвом Ванкувер и полуострвом Олимпик, па су тако заштићени од тихоокеанских олуја. Већи лучки градови Салишког мора су Ванкувер, Сијетл, Такома, Белингам, Порт Анђелес  и Викториа. Већи део обале сачињава мегалополис који се протеже од Вест Ванкувера у Британској Kолумбији до Олимпије у Вашингтону.